# Zigera orbifera
Zigera orbifera är en fjärilsart som beskrevs av Walker 1862. Zigera orbifera ingår i släktet Zigera och familjen nattflyn. Inga underarter finns listade i Catalogue of Life.